# Sophialaan 14 (Baarn)
Het huis op Sophialaan 14 is een beschermd gemeentelijk monument in Baarn, in de provincie Utrecht.
In het midden van de voorgevel is een inpandig portiek, rechts is in 1910 een serre aangebouwd. In de top zit een rond raam. De daklijst heeft een naar boven uitstekende knik.